# Carpodacus rodopeplus
El camachuelo alimoteado (Carpodacus rodopeplus) es una especie de ave paseriforme de la familia Fringillidae propia del Himalaya.
Anteriormente se incluía en esta especie al camachuelo de Verreax, pero ahora se clasifican como especies separadas.

## Distribución y hábitat
Se encuentra en el Himalaya distribuido por el norte de la India y Nepal.  Su hábitat natural son las zonas de matorral de montaña.